# Station Cowden
Cowden is een spoorwegstation van National Rail in Cowden, Sevenoaks in Engeland. Het station is eigendom van Network Rail en wordt beheerd door Southern. Het station is geopend in 1888.